# Synagoga w Debrznie
Synagoga w Debrznie – bóżnica została wybudowana w drugiej połowie XIX wieku. Nie zachowała się do dziś, ponieważ zniszczono ją w 1938, podczas nocy kryształowej. Po II wojnie światowej nie została odbudowana.